# Línea naviera Ward
La New York & Cuba Mail Steamship Company (en español: Compañía de Vapores de Correo Nueva York – Cuba), comúnmente llamada Ward Line, fue una compañía naviera que operó desde 1841 hasta su desaparición en 1954. Los vapores de la línea unían Nueva York con Nassau, La Habana, y los puertos del Golfo de México. Después de una serie de desastres a mediados de los años 1930, la compañía cambió su nombre al de Cuba Mail Line (Línea de Correo de Cuba). En 1947, el nombre de Ward Line fue restaurado cuando el servicio se reanudó después de la Segunda Guerra Mundial, pero el aumento de los precios del combustible y la competencia de las aerolíneas hicieron que la compañía dejara de operar en 1954. 

## Historia
La Ward Line se desarrolló a partir de la compañía de transporte de mercancías establecida por James Otis Ward, en Nueva York en 1841. Después de la muerte de Ward en 1856, su hijo James Edward Ward se hizo cargo de ella y la expandió, registrándola finalmente, en 1881, bajo el nombre de Nueva York & Cuba Mail Steamship Company. En 1888 la compañía compró a su principal competidor en las rutas cubanas, Alexandre Line, en ese proceso adquirió todos los barcos propiedad de esta línea, conjuntamente con los contratos de fletes de México y los subsidios.
Tras la muerte de James Edward Ward en 1894, el control de la compañía pasó a manos de Henry Próspero Booth. En 1898 todos los barcos de línea Ward fueron requisados por los Estados Unidos para uso militar durante la Guerra Hispano-cubana-Norteamericana. El aumento de la demanda de capacidad de pasajeros y cargas contribuyó a la modernización de la flota que fue reconocida como líder del comercio de cabotaje de los Estados Unidos.

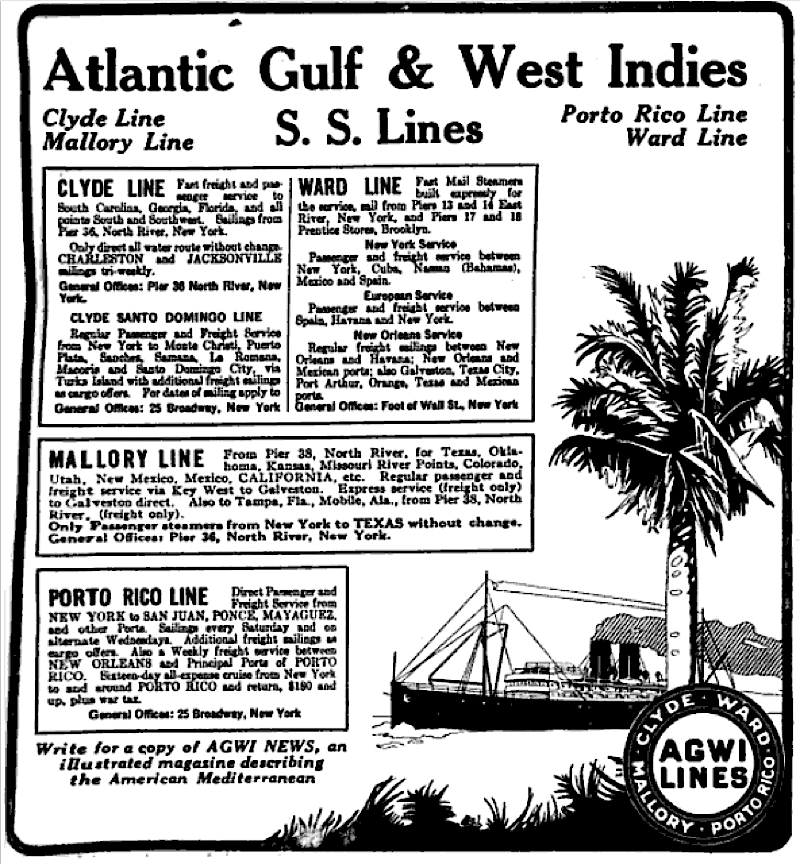
Cartel de la Atlantic, Gulf & West Indies Steamship Lines (AGWI) de 1921.

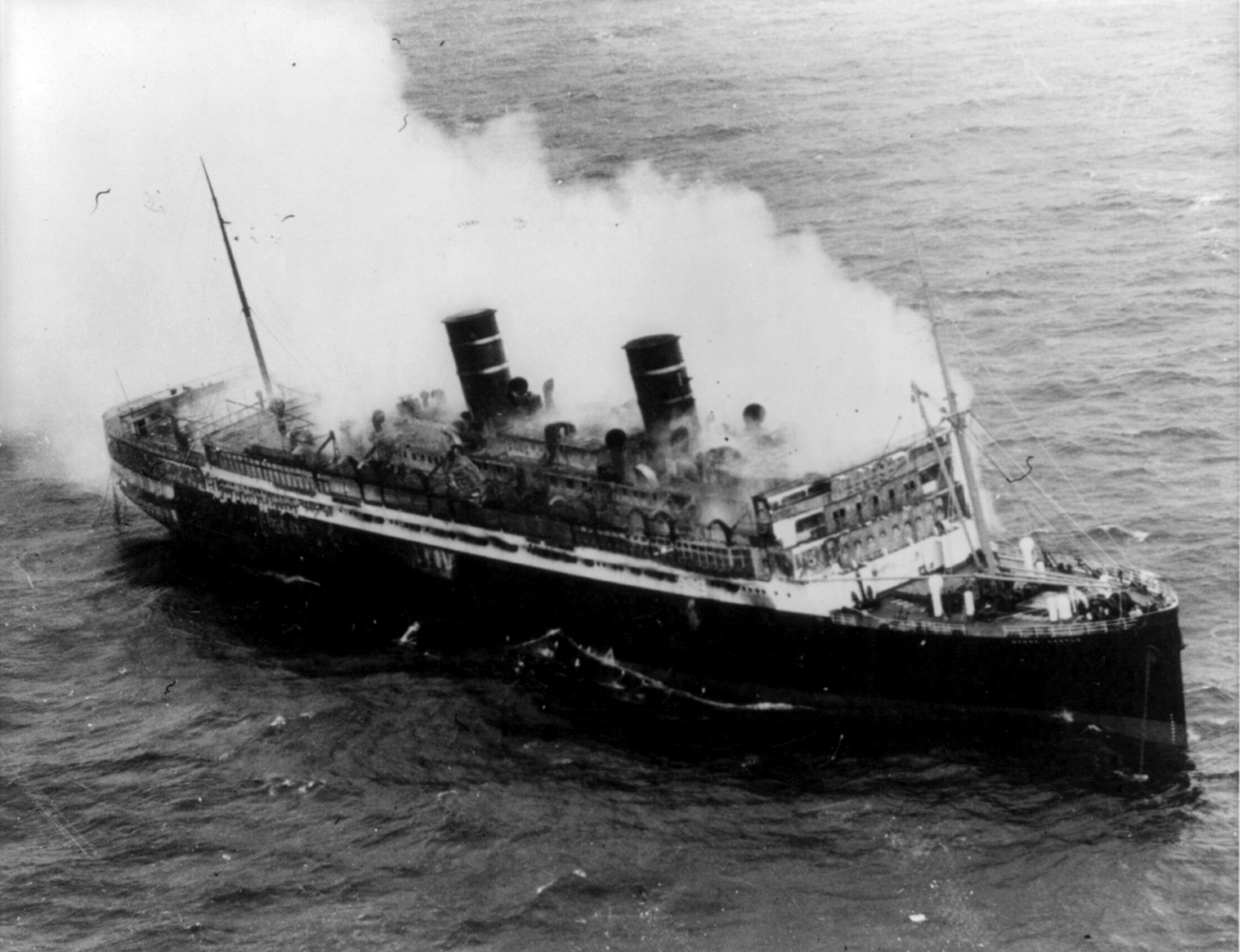
El Morro Castle incendiándose en alta mar (1934).

En 1907, Consolidated Steamship Lines, un conglomerado de empresas navieras de Charles W. Morse, compró la Ward Line por una gran suma. Cuando la empresa se declaró en quiebra al año siguiente, las filiales del antiguo conglomerado, incluyendo la Ward Line, unieron sus fuerzas para formar el holding Atlantic, Gulf & West Indies Lines (Agwilines). Los recursos comunes se fusionaron, pero cada empresa mantuvo su propia administración.
Durante la Primera Guerra Mundial, dos de sus nuevos buques de línea, el SS Havana y SS Saratoga, y otros dos en fase de construcción, el SS Siboney y el SS Orizaba, fueron requisados para uso gubernamental. El Saratoga y el Havana se convirtieron en los buques hospitales de la Armada de los Estados Unidos Confort y Mercy respectivamente; el Siboney y el Orizaba fueron convertidos en transportes de tropas, manteniendo sus nombres originales. Todos menos el Saratoga y el Mercy fueron finalmente devueltos a sus dueños después de la guerra.
En la década de 1920 la empresa estuvo al borde de la quiebra debido a la reducción de los servicios, la mala gestión empresarial y los gastos provocados por la rehabilitación de la vieja flota. Sólo gracias a los subsidios del gobierno de los Estados Unidos se logró evitar la bancarrota. En 1929 la Ward Line recibió una ayuda del gobierno para construir dos nuevos buques de pasajeros de lujo, el SS Morro Castle y el SS Oriente. Con estos dos nuevos buques y las tarifas relativamente bajas, la empresa fue capaz de superar, razonablemente bien, los primeros años de la Gran Depresión, 
En 1934, la reputación de la Ward Line, como una línea de gran seguridad marítima, sufrió un importante revés. El 8 de septiembre de 1934 se desató un fuego en el Morro Castle, las llamas se hicieron incontrolables y 137 personas murieron, cifra que continúa siendo el mayor número de muertes de cualquier buque mercante de bandera estadounidense 
En los meses que siguieron la compañía sufrió una serie de nuevas catástrofes. El SS Havana, encalló cerca de las Bahamas en enero de 1935 y el SS Mohawk, un barco fletado por la Ward Line como reemplazo del Havana, se hundió el propio mes durante su viaje inicial. 
El nombre de Ward Line fue cambiado por el de Cuba Mail Line con el propósito de lavar la imagen de la compañía y que fueran olvidados estos desastres.
Los restantes buques de pasajeros de la empresa fueron requisados por el gobierno en 1942, para su uso durante la Segunda Guerra Mundial, ninguno de ellos fue devuelto al finalizar la contienda.
En 1947, Agwilines resucitó el nombre de Ward Line para denominar a un grupo de aviones de carga de los utilizados durante la Segunda Guerra Mundial, que fueron convertidos para realizar un limitado servicio de pasajeros. Este reducido servicio duró hasta 1954, cuando fue liquidada la Agwilines, como resultado de los altos precios del combustible y la competencia de las aerolíneas.
En 1955, el nombre de Ward Line fue adquirido por Ted Stevenson quien, bajo ese nombre, operaba aviones de carga de bandera extranjera, pero al diversificarse la empresa de Stevenson, se alejó de la industria del transporte marítimo.
En 1955, La Compañía Naviera García, una compañía naviera cubana, compró el nombre de Ward Line y fue renombrada como Ward-García Line. Esta compañía duro hasta principios de la década de 1960, cuando la poca demanda y las leyes de la revolución comunista cubana pusieron fin a su servicio.

## Lista de buques
Buques de pasajeros de la Ward Line:
- City of Washington (1877)
- Niagara (1877)
- Saratoga (1877)
- City of Alexandria (1879)
- Santiago(1879)
- Saratoga (1879)
- Newport (1880)
- Cinfuegos (1883)
- Seneca (1884)
- Orizaba (1889)
- Seguranca (1889)
- Yumuri (1889)
- Vigilancia (1890)
- Yucatán (1890)
- Havana (1898)
- México (1898)
- Morro Castle (1900)
- Esperanza (1901)
- Monterey (1901)
- Yucatán (1903)
- Havana (1906)
- Merida (1906)
- México (1906)
- Saratoga (1907)
- Orizaba (1917)
- Siboney(1918)
- Morro Castle (1930)
- Oriente (1930)
- México (1933)
- Monterey (1933)